# 少女日記
《少女日記》（英語：A Certain Romance）是1984年上映的一部香港愛情電影，由楊凡執導，葉中平及楊凡編劇，吳美枝和鄧浩光主演，講述女孩在渡假期間邂逅了一個男孩，卻在之後因種種原因錯過結識對方機會的故事。本片入圍第4屆香港電影金像獎三項提名，最終慿主題曲〈偶遇〉榮獲最佳電影歌曲大獎；導演楊凡亦於1985年獲紐約林肯中心（New York’s Lincoln Center）頒受「優秀亞洲新導演」（Most Promising New Asian Director）。

## 劇情
即將中學畢業的美子（吳美枝飾）復活節假期時在海灘遇見了嘉明（鄧浩光飾）和大衛，並被攝影師拍下照片。而美子那時亦對嘉明一見鍾情，但兩人卻沒機會認識對方。攝影師的照片其後獲雜誌刊登，看見照片的美子妹妹以為姊姊喜歡大衛，便打算撮合他們。與此同時，嘉明也成為美子同學參加的舞蹈課的導師，但美子卻對此懵然不知。

## 製作
《少女日記》是楊凡首部執導的電影。在此之前，他曾經為徐克執導的《上海之夜》編劇，徐亦曾邀請楊執導該片，但最後未能成事，才拍攝了《少女日記》。故楊凡表示兩片的故事有相似的地方。在選角方面，楊凡挑選了曾在許冠傑音樂影片裡演出的吳美枝飾演女主角，認為她是作為女主角的唯一人選。而男主角則由在銀禧體育中心擔任游泳教練的鄧浩光擔綱。楊凡表示在觀察了鄧浩光很久之後，才敲定其擔綱男主角。

## 電影歌曲

### 主題曲
| 歌名     | 演唱者 | 作曲   | 填詞   | 編曲   |
| 〈偶遇〉 | 林志美 | 李雅桑 | 鄭國江 | 鮑比達 |

## 獎項
| 年份 | 頒獎典禮            | 獎項           | 名字                                            | 結果 |
| ---- | ------------------- | -------------- | ----------------------------------------------- | ---- |
| 1985 | 第4屆香港電影金像獎 | 最佳攝影       | 陳萬輝                                          | 提名 |
| 1985 | 第4屆香港電影金像獎 | 最佳美術指導   | 嚴沾林                                          | 提名 |
| 1985 | 第4屆香港電影金像獎 | 最佳電影歌曲   | 〈偶遇〉 主唱：林志美 作曲：李雅桑 填詞：鄭國江 | 獲獎 |
| 1985 | 紐約林肯中心        | 優秀亞洲新導演 | 楊凡                                            | 獲獎 |

## 外部連結
- 香港影庫上《少女日記》的資料（繁體中文）
- 互联网电影数据库（IMDb）上《少女日記》的资料（英文）
- 爛番茄上《少女日記》的資料（英文）
- AllMovie上《少女日記》的资料（英文）
- 豆瓣电影上《少女日記》的資料 （简体中文）
- 时光网上《少女日記》的資料（简体中文）